# فيلي موسر
فيلي موسر هو منافس ألعاب قوى سويسري، (و. 1894 – 1963 م).

## وصلات خارجية
- فيلي موسر على موقع أوليمبيديا (الإنجليزية)